# 四国コカ・コーラボトリング

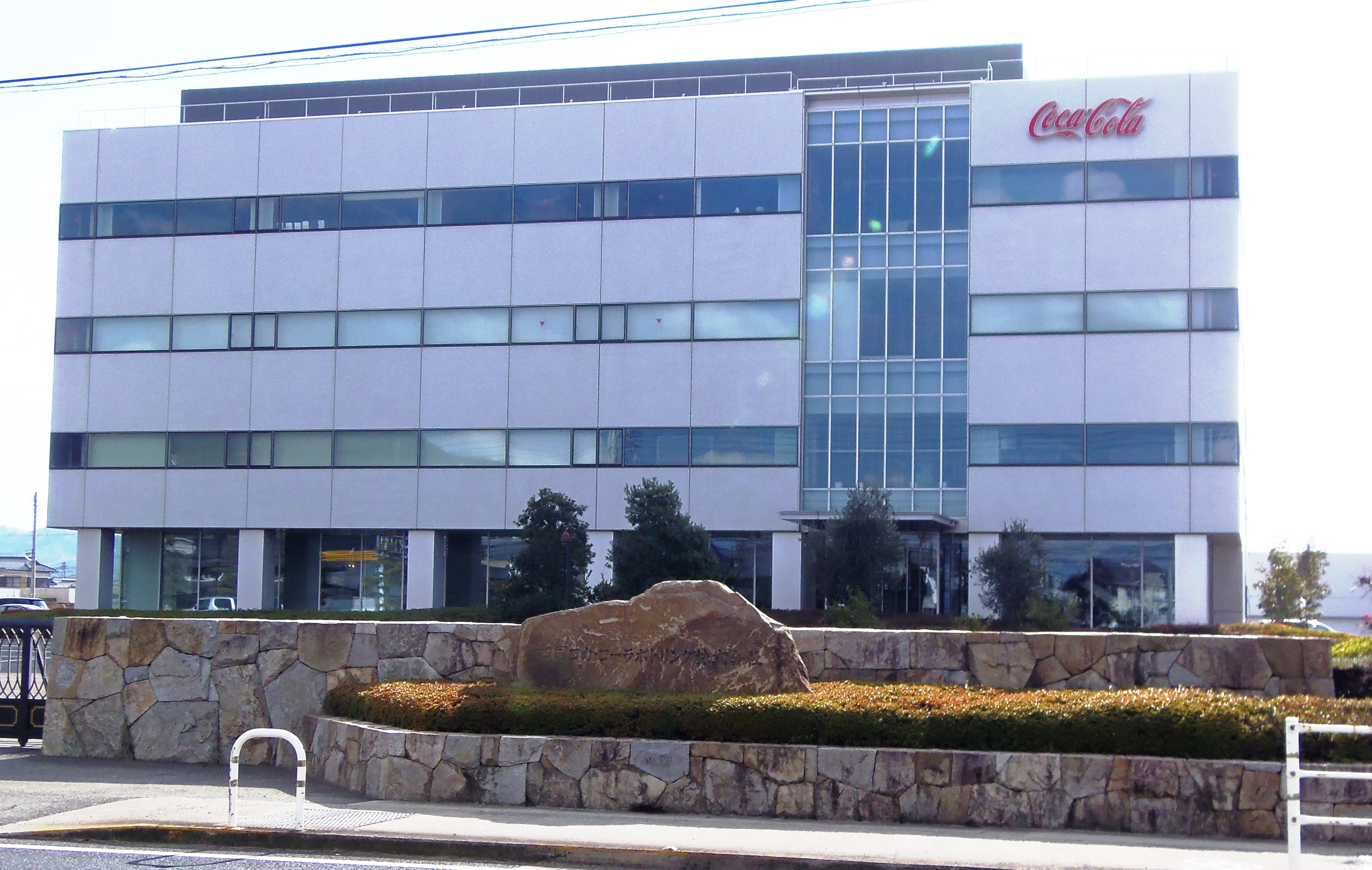
四国コカ・コーラボトリング本社屋

四国コカ・コーラボトリング株式会社（しこくコカ・コーラボトリング、英文社名 SHIKOKU COCA-COLA BOTTLING CO,LTD.）は、かつて四国地方を販売拠点としていたコカ・コーラのボトラーである。

## 概要
日本製紙グループ。旧十條製紙の100%子会社だったが、旧山陽国策パルプとの合併の際に資金調達策として1993年（平成5年）に株式を上場した。しかし2009年（平成21年）10月1日付で株式交換により日本製紙グループ本社の完全子会社となり、同年9月25日に上場廃止となる。これに先立ち、同年6月18日付で日本製紙保有株式が日本製紙グループ本社に移され、日本製紙グループ本社の直接の子会社となった。2013年（平成25年）4月に日本製紙グループ本社が日本製紙に合併され、日本製紙の完全子会社であったが、2015年（平成27年）5月からコカ・コーラウエストの完全子会社になった。
2017年に親会社のコカ・コーラウエストとコカ・コーライーストジャパンが統合し、コカ・コーラボトラーズジャパン（初代）が誕生し、コカ・コーラボトラーズジャパン（初代）の子会社となった、
事業再編に伴い、四国コカ・コーラボトリングは2018年1月1日付でコカ・コーライーストジャパンから商号変更されたコカ・コーラボトラーズジャパン（2代）へ、子会社の四国キャンティーンはFVイーストジャパンから商号変更されたFVジャパンへそれぞれ吸収合併され、2社は解散した。

## 主要事業所
- 本社
  - 香川県高松市春日町1378
合併後はコカ・コーラボトラーズジャパンの高松オフィスとなったが、2019年9月に高松市香川町大野に移転し、TMKホールディングス（香川トヨタ自動車と香川トヨペットの持株会社。両社は2022年1月に合併）に売却された。
- 支店
  - 香川支店 - 香川県高松市十川東町1940-1
  - 愛媛支店 - 愛媛県伊予市下三谷1-5
  - 高知支店 - 高知県高知市池282-32
  - 徳島支店 - 徳島県名西郡石井町高川原字高川原889-1

## 工場
()中の記号は当時の製造所固有記号。後のボトラー統合時により再度変更されている。
- 小松第一工場（K→SK1） - 愛媛県西条市小松町妙口甲78

1970年（昭和45年）に小松工場として開設。びん製品の他、1976年（昭和51年）に缶製品、1984年（昭和59年）にコーヒー缶製品、1986年（昭和61年）にPETボトル製品の製造を開始。小松第二工場に缶製品製造設備を移設してからはびん製品専用工場に転換したが、現在は生産休止中。
- 小松第二工場（K2→SK2→SK→SKO） - 愛媛県西条市小松町妙口甲806-1

PETボトルライン、レトルト缶(コーヒー及び茶生産)ライン、炭酸・非炭酸缶ラインの3ラインを有す。缶ラインではミニッツメイド缶製品も製造可能であり、当該製品は全国でも当工場とコカ・コーライーストジャパンプロダクツ埼玉工場の二拠点でしか生産ができない。2011年（平成23年）2月から生産能力を増強した新PETボトルラインを稼働。従来の炭酸・非炭酸飲料に加え、アセプティック充填による茶飲料の生産が可能となった。製造可能なサイズも増加。かつてはボトル缶製品も生産していたが、現在は行なっていない。
正門入口の右側奥には、ポルトガルリスボンの市電（土佐電気鉄道で533形として使用された）が静態保存してある。
- 高松工場（1992年閉鎖）

びん製品製造ラインを2ライン有し、リットルサイズ中心にリターナブルびん製品を生産していた。

## 沿革
- 1963年（昭和38年）
  - 1月7日 - 四国飲料株式会社設立。
  - 3月4日 - 営業開始。
  - 8月 - 本社工場操業開始。四国コカ･コーラボトリング株式会社に商号変更。
- 1970年（昭和45年）7月 - 小松工場操業開始。
- 1971年（昭和46年）
  - 6月 - 小松工場に瓶詰2号ラインを増設。
  - 7月 - 本社工場の名称を高松工場に変更。
- 1972年（昭和47年）1月 - 石鎚興産株式会社を設立。
- 1974年（昭和49年）
  - 3月 - 小松工場瓶詰2号ラインを高松工場に移設。
  - 小松工場新瓶詰2号ラインを増設。
- 1976年（昭和51年）
  - 6月 - 小松工場に缶詰1号ラインを増設。
  - 12月 - 高松工場瓶詰1号ラインをリットルサイズ専用に改造。生産開始。
- 1979年（昭和54年）8月 - 四国キヤンテイーン株式会社を設立。
- 1981年（昭和56年）
  - 6月 - 四国カスタマー・サービス株式会社を設立。
  - 10月 - 全国に先駆けリアルゴールド発売。
- 1982年（昭和57年）3月 - 小松工場にワンウェイ瓶詰ラインを増設。
- 1984年（昭和59年）1月 - 小松工場にジョージア製造用缶詰2号ラインを増設。
- 1986年（昭和61年）3月 - 小松工場ワンウェイ瓶詰ラインをPETボトル製品製造に対応。
- 1987年（昭和62年）2月 - 小松工場缶詰ラインを350mlサイズ製造に対応。
- 1992年（平成4年）
  - 8月 - 高松工場閉鎖。
  - 9月 - 小松第二工場操業開始。小松工場は小松第一工場に改称。
- 1993年（平成5年）8月 - 大阪証券取引所市場第二部上場（2005年上場廃止）。
- 1995年（平成7年）11月 - 株式会社ダイナフローを設立。
- 1996年（平成8年）12月 - 株式会社四国さわやかサービスを設立。
- 1999年（平成11年）3月 - 小松第一工場の缶詰ラインを小松第二工場へ移設。
- 2000年（平成12年）
  - 9月 - 大阪証券取引所市場第一部銘柄指定。
  - 11月 - 東京証券取引所市場第一部上場（2009年9月上場廃止）。
- 2001年（平成13年）
  - 1月 - 四国ビバレッジサービス株式会社を設立。
  - 5月 - 小松第二工場ボトル缶製造ライン稼動開始。
- 2007年（平成19年）12月 - 本社新社屋竣工。
- 2009年（平成21年）
  - 6月 - 日本製紙グループ本社の直接子会社となる。
  - 10月 - 日本製紙グループ本社の完全子会社となる。
- 2011年（平成23年）2月 - 多種多様なPETボトル製品の生産が可能なアセプティックマルチラインの稼働を開始。
- 2013年（平成25年）4月 - 日本製紙の完全子会社となる。
- 2014年（平成26年）1月 - 子会社四国コカ・コーラプロダクツ、四国コカ･コーラベンディングを吸収合併。四国さわやかサービスを四国カスタマーサービスに吸収合併。
- 2015年（平成27年）5月 - コカ・コーラウエストの完全子会社となる[2]。
- 2016年（平成28年）
  - 1月 - 子会社四国カスタマー・サービスを吸収合併。
  - 4月 - 子会社ダイナフローを吸収合併。
- 2018年（平成30年）
  - 1月 - コカ・コーライーストジャパンから商号変更されたコカ・コーラボトラーズジャパン（2代）に吸収合併し解散[6][7]。

## 関係会社
- 四国キヤンテイーン株式会社
- 株式会社リソーシズ